# Olaus Andreas Grøndahl
Olaus Andreas Grøndahl   (Oslo, 6 de novembre de 1847 - Tønsberg, 31 de desembre de 1923) va ser un director d'orquestra, professor i compositor noruec.
La periodista musical Cecilie Dahm el va descriure com "... una figura central del moviment coral de Noruega". La seva obra més coneguda va ser Foran Sydens Kloster (Ung Magnus og Foran sydens kloster), una cantata per a cor masculí. També va dirigir les primeres actuacions de diverses obres corals d'Edvard Grieg.
Va néixer a Christiana (Oslo), fill del impressor de llibres Anders Grøndahl i Ingeborg Marie, nascuda de Wullum. La família del seu pare era de Romerike i el seu besavi es va establir a Christiania a la fi del segle xviii. Es va examinar el 1867 i originalment va estudiar teologia a la universitat on també va dirigir la "Studentersangforeningen" (Societat d'Estudis de Cant). El 1870, va deixar els seus estudis de teologia per estudiar cant. Va estudiar a Colònia amb Oscar Lindhult (1873) i al Conservatori de Leipzig. El 1878 va fundar un cor mixt. Era el marit del pianista i compositora Agathe Backer-Grøndahl, amb qui es va casar el juny de 1875, havent-se conegut a Alemanya, i amb la que va tenir un fill també músic Fridtjof (1885–1959). A principis dels anys 1900, va ser director del cor masculí noruec de la Royal Royal University d'Oslo amb 45 cantants, i el 1905 van visitar els Estats Units de gira, i van actuar a la Casa Blanca per al president Theodore Roosevelt. Va exercir de professor de música a la Universitat de Christiania. Va morir a Tonsberg el 31 de desembre de 1923.